# Lubomin (gmina Mrozy)
Lubomin – wieś sołecka w Polsce położona w województwie mazowieckim, w powiecie mińskim, w gminie Mrozy.
| SIMC    | Nazwa   | Rodzaj    |
| ------- | ------- | --------- |
| 0682896 | Działki | część wsi |

W latach 1975–1998 miejscowość należała administracyjnie do województwa siedleckiego.
Wierni Kościoła rzymskokatolickiego należą do parafii Matki Boskiej Nieustającej Pomocy w Guzewie.